# Флуминимаджоре
Флуминимаджоре (итал. Fluminimaggiore) — коммуна в Италии, располагается в регионе Сардиния, подчиняется административному центру Южная Сардиния.
Население составляет 2 837 человека (30-6-2019), плотность населения составляет 26,22  чел./км². Занимает площадь 108,18 км². Почтовый индекс — 9010. Телефонный код — 0781.

## Примечание
1. ↑  Statistiche demografiche ISTAT. demo.istat.it. Дата обращения: 18 ноября 2019. Архивировано 24 июля 2019 года.